# Агдал, Нина
Нина Агдал (дат. Nina Brohus Agdal; род. 26 марта 1992 года, Хиллерёд) — датская модель.

## Биография
Родилась в 1992 году в пригороде Копенгагена, была замечена модельным агентом на улице и приглашена на кастинг для участия в конкурсе начинающих моделей Elite Model Look — в итоге стала победительницей конкурса. Подписала контракт с модельным агентством и продолжила обучение в общеобразовательной школе, по окончании которой сконцентрировалась на модельном бизнесе и переехала в Нью-Йорк.
Первым модельным агентством было «Elite Model Management» в Копенгагене. Затем были представительства того же агентства в Мюнхене, Гамбурге, Майами. Началом успешной карьеры можно считать появление в 2012 году в рекламе купальников для журнала «Sports Illustrated».
В 2013 году снялась в рекламном ролике сетей фастфуда Carl’s Jr. и Hardee’s который транслировался во время Супербоула.
В 2014 году она появилась на обложке юбилейного 50-го издания «Sports Illustrated Swimsuit Issues» с Крисси Тейген и Лили Олдридж.
В различное время принимала участие в показах: Billabong, Body Central, Calzedonia, Cover Style, Delia's, Ellos, Fredericks of Hollywood , Garage, Gosh, JC Penney, L*Space, Maaji Swimwear, Macy's,, New Yorker, Playlife, Victoria's Secret и другие
Впервые попала на обложку модного журнала в июне 2010 года, украсив своей фотографией международный выпуск журнала Harper’s Bazaar, в апреле 2013 года снялась для обложки мексиканского издания журнала Esquire, в июле 2014 для обложки французского журнала Grazia, в январе 2015 была на обложке Cosmopolitan Мексика.
В августе 2016 года подписала контракт с агентством IMG Models. В настоящее время проживает в Майами, США.

## Личная жизнь
В 2022 году она начала встречаться со звездой YouTube Логаном Полом. 9 июля 2023 года Пол опубликовал на своей странице в Instagram фотографии предложения Агдал. 30 сентября 2024 года у пары родилась дочь — Эсме Агдал Пол.

## Фильмография
- Страсти Дон Жуана (2013) (камео)
- Антураж (2015) (камео)